# 布尔根兰县
布尔根兰县（Burgenlandkreis）是德国萨克森-安哈特州的一个县，组建于2007年7月1日，首府萨勒河畔瑙姆堡。